# Karl Richard Henker
Karl Richard Henker  (* 27. April 1873 in Lauenstein, Sachsen; † 15. Dezember 1942 in (Berlin-)Charlottenburg) war ein deutscher Architekt und Zeichner, der in Berlin wirkte.

## Leben
Henker kam als Sohn des Gasthofbesitzers Carl Wilhelm Henker und dessen Ehefrau Adolphine Marie Natalie Henker geborene Rouwolf in Lauenstein zur Welt, der Physiker Otto Henker (1874–1926)  war ein jüngerer Bruder. Am 25. Oktober 1902 heiratete er in (Berlin-)Charlottenburg die Näherin Clara Martha Selma geborene Sproßmann (* 1875). Über sich selbst gab er in einer Biografie an, er sei „2 ½ Jahre Soldat, 2 Jahre Mitglied des Kunstbeirats beim österr. Gen. Gouv. Lublin Polen“ gewesen.
Im Jahr 1911 wurde er als Mitglied in den Deutschen Werkbund berufen. Zu dieser Zeit war Henker freischaffender Architekt und baute Landhäuser im Stil von Hermann Muthesius, aber auch Grabmäler auf Berliner Friedhöfen. Vor dem Ersten Weltkrieg betreute er von 1902 bis 1913 eine Dokumentation über moderne Grabmalkunst. Der Deutsche Werkbund hatte sein Jahrbuch 1916/1917 dem Thema „Kriegsgräber im Felde und Daheim“ gewidmet. Im Bereich des seinerzeit inexistenten polnischen Staates kooperierten die Militärverwaltungen des Deutschen Kaiserreichs und der österreichischen k.u.k. Monarchie, vermutlich war er hier ebenfalls eingebunden, offiziell findet sich Karl Richard Henker jedoch nicht unter den Mitarbeitern.
Nach seiner Militärzeit im Ersten Weltkrieg baute er sich neben seiner Tätigkeit als Architekt ein zweites Berufsfeld auf, er wurde Zeichenlehrer für „Linearzeichnen, Perspektive und Architektur“ an berufsbildenden Schulen und erhielt 1923 den Titel eines Professors, 1934 wurde er an die „arisierte“ Hochschule der Künste Berlin versetzt. Henker hatte beim Übergang von der berufsbildenden Schule zur Hochschule der Künste seinen Lebenslauf „geschönt“ und jeden Hinweis auf seine Mitarbeit am Buch „Die Judenstadt von Lublin“ von Majer Balaban getilgt.
Seine Zeichnungen der Gebäude, Straßenbilder und des jüdischen Friedhofs von Lublin sind in keiner Weise antisemitisch geprägt, sondern zeigen nüchterne Architekturzeichnungen im zeitgenössischen Stil. Daher finden sich seine Zeichnungen auch im Jüdischen Lexikon von 1927 und in Lubliner Nachkriegsveröffentlichungen.

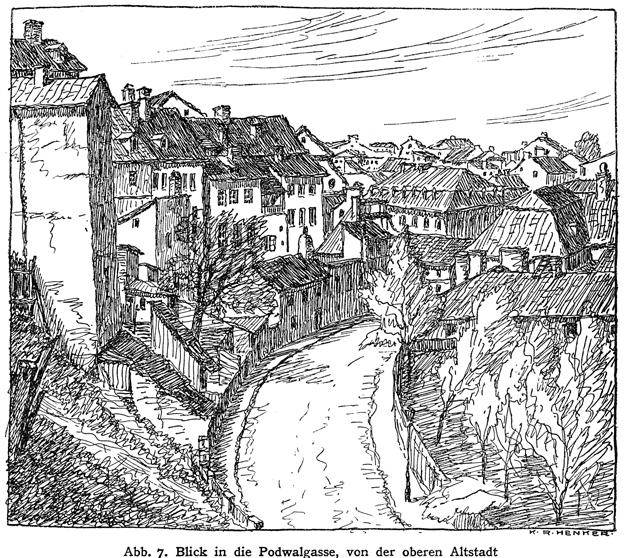
Blick in die Podwalgasse von der oberen Altstadt, Lublin
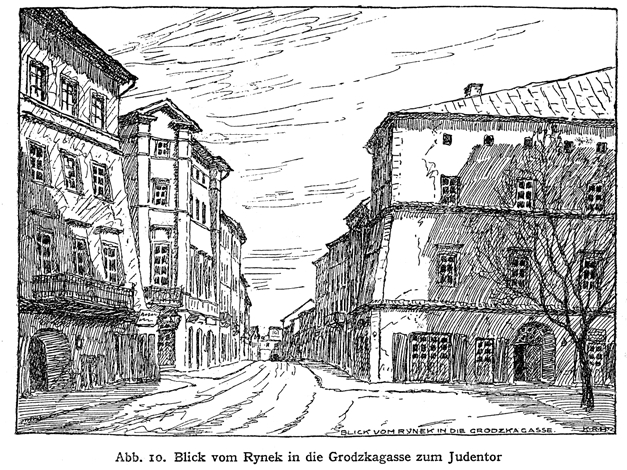
Blick vom Rynek in die Grodzkagasse zum Judentor, Lublin
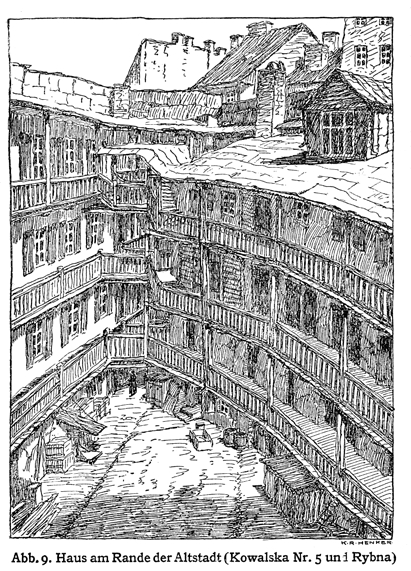
Haus am Rande der Altstadt Kowalska Nr. 5 und Rybna, Lublin
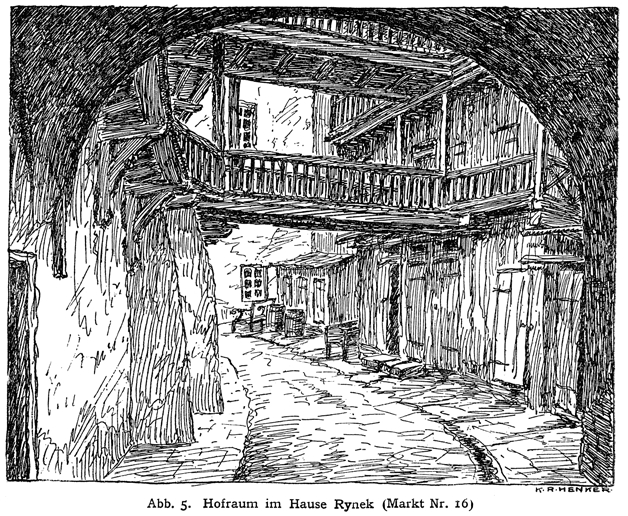
Hofraum im Hause Rynek Markt Nr. 6, Lublin
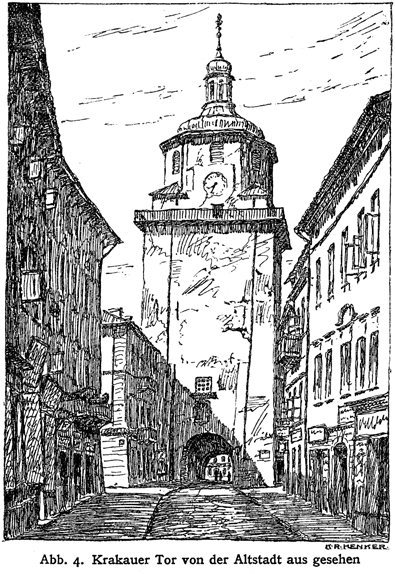
Krakauer Tor von der Altstadt aus gesehen, Lublin
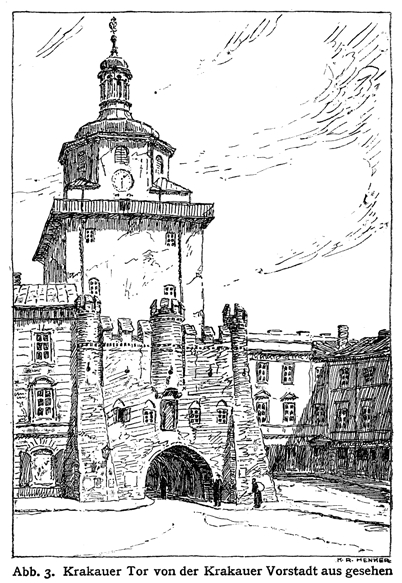
Krakauer Tor von der Krakauer Vorstadt aus gesehen, Lublin
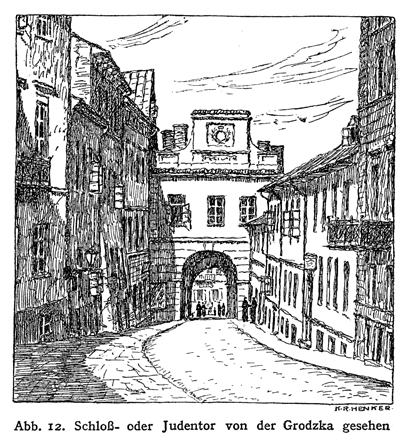
Schloss- oder Judentor von der Grodzka gesehen, Lublin

## Schriften
- (als Illustrator) Majer Balaban (Hrsg.): Die Judenstadt von Lublin. (mit Zeichnungen von Karl Richard Henker)
  - Jüdischer Verlag Berlin, 1919. (Digitalisat)
  - als Nachdruck herausgegeben von Hartmut Eggert und Janusz Golec: „Ośrodek Brama Grodzka–Teatr NN“, Lublin 2012, ISBN 978-83-61064-42-8.
- (als Herausgeber): Grabmalkunst. Eine Sammlung von Meisterwerken erschaffen zum Gedächtnis der Toten von Künstlern unserer Tage. Verlag Baumgärtel, Berlin o. J. (Digitalisat)